# The Woman Under Cover
The Woman Under Cover er en amerikansk stumfilm fra 1919 af George Siegmann.

## Medvirkende
- Fritzi Brunette som Alma Jordan
- George A. McDaniel som Mac
- Harry Spingler som Billy Jordan
- Fontaine La Rue som Yvonne Leclaire
- Edward Cecil